# Echem
Echem – miejscowość i gmina położona w niemieckim kraju związkowym Dolna Saksonia, w powiecie Lüneburg. Należy do (niem. Samtgemeinde) gminy zbiorowej Scharnebeck.

## Położenie geograficzne
Echem leży ok. 12 km. na północny wschód od Lüneburga.
Od wschodu sąsiaduje z gminami Hittbergen i Lüdersburg, od południa z gminą Scharnebeck, od zachodu graniczy z gminą Brietlingen, od północnego zachodu z gminą Artlenburg. Na północy sąsiaduje z gminą Hohnstorf (Elbe). 
Teren gminy mieści się pomiędzy rzekami Neetze i jej dwoma prawymi dopływami Bruchwetter i Marschwetter. Dzielnica Fischhausen znajduje się po zachodniej stronie Kanału Bocznego Łaby (niem. Elbe-Seitenkanal), cała miejscowość po wschodniej.

## Dzielnice gminy
W skład gminy Echem wchodzą następujące dzielnice: Bullendorf i Fischhausen.

## Historia
Pierwsze wzmianki pochodzą z początków XIII wieku. W 1368 wieś i istniejący tu wtedy zamek rycerski został sprzedany opactwu w Scharnebecku.

## Nazwa miejscowości
Nazwa miejscowości powstała z połączenia słów „Eiche" dąb oraz „Heim" dom.

## Komunikacja
Do najbliższej autostrady A 39 w Lüneburgu (do 2010 pod nazwą A250) jest ok. 10 km. Do drogi krajowej B209 w Hohnstorf (Elbe) jest 4 km.